# Новоселица (Катеринопольский район)
Новосе́лица (укр. Новоселиця) — село в Катеринопольском районе Черкасской области Украины.
Население по переписи 2001 года составляло 1102 человека. Почтовый индекс — 20506. Телефонный код — 4742.

## История
В XIX веке село Новоселица было в составе Екатеринопольской волости Звенигородского уезда Киевской губернии.
С апреля 1923 по июль 1930 года входила в состав Екатеринопольского района Уманского округа Киевской губернии.

## Известные люди
- Бабенко, Георгий Авксентьевич (1921—2001) — украинский и советский учёный, биохимик, заслуженный деятель науки УССР, академик.
- Мороз, Владимир Исакович (род. 1926) — уроженец села, полный кавалер ордена Славы.

## Местный совет
20506, Черкасская область, Звенигородский район, c. Новоселица